# Loïc Le Bourhis
Pour les articles homonymes, voir Le Bourhis.
Loic Le Bourhis (né le 24 février 1949 à Saint-Brieuc) est un coureur cycliste français, professionnel en 1971 et en 1972.

## Biographie
Avant d'être cycliste, Loïc Le Bourhis a été champion de France du critérium du jeune basketteur et champion de France de cross-country UGSEL en 1964. Il est ensuite champion de France sur route juniors en 1969 et deuxième du championnat de France de poursuite par équipes en 1970. Il passe professionnel l'année suivante. Il gagne le critérium de Pédernec en 1971 et le critérium de Melrand en 1972.
De retour dans les rangs amateurs de 1973 à 1982, il remporte une centaine de victoires. Parallèlement à sa carrière sportive, il est professeur d'EPS au Centre Jean XXIII à Quintin de septembre 1972 à 2008. Il est également speaker de compétitions cyclistes depuis 1983.
Le Bourhis acteur a joué le rôle "la voix du Tour" dans le film Le Vélo de Ghislain Lambert au début des années 2000.
Loïc Le Bourhis a « raccroché le micro » le 31 décembre 2011 et profite désormais de sa retraite consacrée à sa famille.

## Palmarès
- 1968
  - 2e du championnat de France sur route juniors

- 1969
  -  Champion de France sur route juniors
  - 3e du championnat de France des cheminots

- 1970
  - 2e du championnat de France de poursuite par équipes

- 1981
  - 2e de la Route bretonne

## Résultats sur les grands tours

### Tour de France
1 participation
- 1972 : abandon (9e étape)